# Valdés (Familienname)
Valdés oder Valdes ist ein spanischer Familienname.

## Namensträger
- Alberto Valdés Lacarra (Alberto Valdés Junior; 1950–2020), mexikanischer Springreiter
- Alberto Valdés Ramos (Alberto Valdés Senior; 1919–2013), mexikanischer Springreiter
- Alfonso de Valdés (* um 1490–1532), spanischer Humanist und Politiker
- Alfredo Valdés (Sänger, 1910) (1910–1988), kubanischer Sänger und Bandleader (Alfredo Valdés, Sr.)
- Alfredo Valdés (Sänger, 1941) (1941–2016), kubanischer Sänger (Alfredito Valdés, Alfredo Valdés Jr.)
- Amadito Valdés (* 1946), kubanischer Percussionist
- Ana Luisa Valdés (* 1953), uruguayische Schriftstellerin und Übersetzerin
- Antonio José Valín Valdés (* 1968), spanischer Geistlicher, Bischof von Tui-Vigo
- Armando Valdés Caicedo (* 1993), kolumbianischer Fußballspieler
- Armando Dely Valdés (Armando Javier Dely Valdés; 1964–2004), panamaischer Fußballspieler
- Armando Palacio Valdés (1853–1938), spanischer Schriftsteller und Literaturkritiker
- Bárbaro Alfredo Valdés-Cataneo (1916–2013), kubanischer Musiker
- Beatriz Valdés (* 1963), kubanische Schauspielerin
- Bebo Valdés (1918–2013), kubanischer Musiker
- Benito Valdés (* 1942), spanischer Botaniker
- Carlos Valdés (Carlos Enrique Valdés Parra; * 1985), kolumbianischer Fußballspieler
- Carlos Valdes (Schauspieler) (* 1989), kolumbianisch-US-amerikanischer Schauspieler
- Carmen Valdés (* 1954), kubanische Leichtathletin
- Carmen Polo y Martínez-Valdés (1900–1988), spanische Ehefrau von General Francisco Franco
- Cayetano Valdés (1767–1835), spanischer Marineoffizier und Politiker, Regent 1823
- Chucho Valdés (* 1941), kubanischer Pianist
- David Valdes (* 1950), US-amerikanischer Filmproduzent
- Diego Valdés (* 1994), chilenischer Fußballspieler
- Ernesto Garzón Valdés (1927–2023), argentinisch-deutscher Rechtsphilosoph und Politikwissenschaftler
- Felipe Raúl Valdés Aguilar (* 1930), mexikanischer Diplomat
- Francisco Valdés (1943–2009), chilenischer Fußballspieler und -trainer
- Francisco Fellove Valdés (El Gran Fellove; 1923–2013), kubanischer Komponist und Sänger
- Francisco Maximiano Valdés Subercaseaux (1908–1982), chilenischer Geistlicher, Bischof von Osorno
- Gabriel Valdés (1919–2011), chilenischer Politiker
- Germán Valdés (1915–1973), mexikanischer Schauspieler
- Hernán Valdés (1934–2023), chilenischer Schriftsteller
- Humberto Valdés (* 1973), mexikanischer Fußballspieler und -kommentator
- Ildefonso Pereda Valdés (1899–1996), uruguayischer Schriftsteller
- Iván Valdés (Fußballspieler, 1957) (* 1957), chilenischer Fußballspieler
- Iván Valdés (Fußballspieler, 1995) (* 1995), paraguayischer Fußballspieler
- Jaime Valdés (* 1981), chilenischer Fußballspieler
- Jorge Dely Valdés (* 1967), panamaischer Fußballspieler
- José Valdés (Fußballspieler) (1930–1991), chilenischer Fußballspieler
- José Valdes (* 1974), chilenischer Sänger und Songwriter
- José Ángel Valdés Díaz (* 1989), spanischer Fußballspieler, siehe José Ángel
- Juan de Valdés (1510–1541), spanischer Theologe und Humanist
- Juan de Valdés Leal (1622–1690), spanischer Maler und Bildhauer
- Julio César Dely Valdés (* 1967), panamaischer Fußballspieler
- Lisandra Teresa Ordaz Valdés (* 1988), kubanische Schachspielerin
- Lázaro Valdés (1940–2023), kubanischer Pianist
- Manuel Valdés Larrañaga (1909–2001), spanischer Faschist, Diplomat und Sportfunktionär
- María Fernanda Valdés (* 1992), chilenische Gewichtheberin
- Marquez Valdes-Scantling (* 1994), US-amerikanischer American-Football-Spieler
- Marta Valdés (1934–2024), kubanische Singer-Songwriterin und Gitarristin
- Martín Benjamín Maldonado Valdés (* 1986), puerto-ricanischer Baseballspieler, siehe Martín Maldonado
- Maximiano Valdés (* 1947), chilenischer Dirigent
- Miguelito Valdés (Sänger) (1912–1978), kubanischer Sänger
- Miguelito Valdés (Trompeter) (* 1977), kubanischer Trompeter
- Mimi Valdes, US-amerikanische Film- und Fernsehproduzentin
- Niño Valdés (1924–2001), kubanischer Schwergewichtsboxer
- Olvido García Valdés (* 1950), spanische Dichterin, Essayistin und Übersetzerin
- Óscar Valdés (* 1949), peruanischer Militär und Politiker
- Oscar Amoëdo y Valdes (1863–1945), kubanischer Arzt und Zahnarzt
- Patato Valdés (1926–2007), kubanoamerikanischer Congaspieler
- Petrus Valdes (12. Jahrhundert), fränkischer Kaufmann und Ordensgründer
- Rafael Montoro y Valdés (1852–1933), kubanischer Diplomat
- Ramiro Valdés (* 1932), kubanischer Politiker und Militär
- Ramón Valdés (Schauspieler) (1923–1988), mexikanischer Schauspieler
- Ramón Maximiliano Valdés (1867–1918), panamaischer Politiker, Staatspräsident 1916 bis 1918
- Ramón Salas Valdés (1917–1999), chilenischer Ordensgeistlicher, Bischof von Arica
- Raúl Valdés Vivó (1929–2013), kubanischer Diplomat
- Rianna Valdes (* 1996), US-amerikanische Tennisspielerin
- Rodolfo Félix Valdés (1922–2012), mexikanischer Politiker
- Rolando Valdés (Bandleader) (1923–2015), kubanischer Bandleader
- Rolando Valdés (Pianist) (* 1990), mexikanischer Pianist
- Rolando Valdés-Blain (1922–2011), kubanischer Gitarrist
- Salvador Massip Valdés (1891–1978), kubanischer Diplomat
- Salvador Valdés Mesa (* 1945), kubanischer Politiker
- Sebastián de Llanos y Valdés († 1677), spanischer Maler
- Sergio Valdés (Fußballspieler) (1933–2019), chilenischer Fußballspieler
- Sergio Valdés (Rugbyspieler) (* 1978), chilenischer Rugby-Union-Spieler
- Vicentico Valdés (1919–1996), kubanischer Sänger
- Víctor Valdés (* 1982), spanischer Fußballtorhüter
- Zelda Wynn Valdes (1905–2001), US-amerikanische Modedesignerin
- Zoé Valdés (* 1959), kubanische Schriftstellerin